# Joe Estevez
Joseph Estévez (Dayton (Ohio), 13 februari 1946), soms vermeld als Joe Phelan, is een Amerikaans acteur.

## Loopbaan
Estevez is de jongere broer van acteur Martin Sheen en de oom van Emilio Estevez, Charlie Sheen, Renée Estevez en Ramon Estevez. Hij nam de voice-over op voor de rol van zijn broer als kapitein Willard in Apocalypse Now nadat Sheens gezondheidsproblemen op de set hem ervan weerhielden dit te doen. Sinds 2013 heeft Estevez samengewerkt met alternatieve comedians Tim Heidecker en Gregg Turkington aan verschillende projecten, waaronder On Cinema.
In 2013 won Estevez op The Indie Gathering International Film Festival een I.I.F. Hall of Fame Award voor uitstekende prestatie in acteren. In 2020 won hij op het Culver City Film Festival een prijs met beste ensemble cast - speelfilm voor Magic Max.
In 2022 won hij op het Dreamachine International Film Festival een Spring Award met beste mannelijke bijrol voor Fangs Vs. Spurs en op het World Film Festival in Cannes een maandelijkse prijs met beste ensemble cast voor Eyes Upon Waking. In 2023 won Estevez op het Crown Point International Film Festival een Best of Fest met beste acteur speelfilm voor Fangs Vs. Spurs.

## Filmografie

### Film (selectie)
- Lucky Lady (1975)
- Apocalypse Now (1979)
- The Zero Boys (1986)
- Terminal Exposure (1987)
- South of Reno (1987)
- Fatal Pulse (1988)
- Human Error (1988)
- The Platinum Triangle (1990)
- Soultaker (1990)
- The Roller Blade Seven (1991)
- Dark Rider (1991)
- Eddie Presley (1992)
- Return of the Roller Blade Seven (1992)
- The Legend of the Roller Blade Seven (1992)
- Dark Universe (1993)
- Inner Sanctum II (1994)
- Werewolf (1996)
- Quiet Days in Hollywood (1997)
- I Got the Hook-Up (1998)
- No Code of Conduct (1998)
- The Catcher (1998)
- Shattered Faith (2001)
- The Rockville Slayer (2004)
- Meltdown (2009)
- Caesar and Otto's Deadly Xmas (2012)
- Turning Point (2012)
- Doonby (2013)
- Army from Hell (2014)
- The Haunting of Pearson Place (2015)
- Chasing Gold (2016)
- Fangs Vs. Spurs (2016)
- Syndicate Smasher (2017)
- Heaven's War (2018)
- My Brothers' Crossing (2020)
- Magic Max (2020)
- Senior Moment (2021)
- Eyes Upon Waking (2022)
- Reed's Point (2022)

### Televisie (selectie)
- CHiPs (1981)
- Whiz Kids (1984)
- Starman (1986)
- CBS Schoolbreak Special (1987)
- Movie Stars'(2000)
- Black Scorpion (2001)
- Decker (2014-2017)
- Day 5 (2016)
- Wrecked (2017)
- On Cinema (2019)